# 孙铁生
孙铁生（1930年3月—），男，山东蓬莱人，中国画家，一级美术师，曾任中国美术家协会理事。